# Chorek
Chorek é um dos nomes do pão no Azerbaijão; outros nomes são chorak, chorayi ou choreyi, ou ainda bulka ou sangak, mas neste país também se come lavash. 
A palavra chorek aparece na expressão “shirin chorek”, um tipo de pão doce , mas de preparação muito semelhante ao tandir choreyi  ou “pão-de-forno-tandur”, um pão preparado para ocasiões especiais, coberto com gema de ovo e sementes de gergelim ou de papoila.
Tradicionalmente, o pão no Azerbaijão era feito num tandur, ou forno de argila semi-enterrado, em que o pão é cozido nas paredes do forno, a partir da abertura superior, enquanto o fogo se encontra aceso; é feito com farinha de trigo e levedura, diferente dum pão folha como o pão pita, mas compacto como o pão francês. O pão está sempre presente na mesa dos azeris, por vezes servido em fatias individuais, junto do prato de cada conviva.

## Turquemenistão
Neste país vizinho, o pão tem um nome semelhante, "churek", que é utilizado para as diferentes variedades de pão - com ou sem levedura, mais ou menos achatado - normalmente mais próximas do naan do norte da Índia. 